# Sélénophène
Le sélénophène est un composé chimique de formule C4H4Se. C'est un composé organique hétérocyclique de la famille des métalloles, analogue sélénié du thiophène C4H4S et du furane C4H4O. Son aromaticité est moins marquée que celle du thiophène. Par convention, les atomes du cycle sont numérotés dans le sens des aiguilles d'une montre en commençant par 1 au niveau de l'atome de sélénium. Des substituants peuvent se positionner sur les atomes de carbone, en position 2 à 4. Il existe par ailleurs des dérivés hydrogénés, comme le 2-sélénolène et le 3-sélénolène C4H6Se, analogues respectivement du 2,3-dihydrofurane et du 2,5-dihydrofurane C4H6O, ou encore comme le sélénolane (en) C4H8Se, analogue du tétrahydrofurane C4H8O. On peut également trouver des composés dans lesquels l'atome de sélénium est lié à d'autres atomes en dehors du cycle, comme le 1,1-dioxyde de sélénophène C4H4SeO2.
La première synthèse confirmée de sélénophène remonte à 1927 par chauffage d'acétylène HC≡CH en présence de sélénium jusqu'à 300 °C, ce qui donna de l'ordre de 15 % de sélénophène dans un mélange de sélénocycloalcanes. Il est également possible d'obtenir du sélénophène en faisant chauffer du furane C4H4O avec du séléniure d'hydrogène H2Se en présence d'aluminium à 400 °C.
Le sélénophène étant aromatique, il peut subir une substitution électrophile aromatique en positions 2 et 2,5. Ces réactions sont plus lentes que pour le furane mais plus rapides que pour le thiophène.